# Lina Khelif
Lina Khelif (en arabe : لينا خليف), née le 27 janvier 1997 à Lyon, est une footballeuse internationale algérienne évoluant au poste de milieu de terrain au Thonon Évian Grand Genève FC.

## Biographie

### Carrière en club
Lina Khelif commence le football en club, à l'âge de 6 ans, au FC Lyon en mixité pendant un an. Elle intègre ensuite le centre de formation de l'Olympique Lyonnais où elle évolue pendant onze ans jusqu'à la catégorie U19 Nationaux. Avec les U19 elle remporte deux fois le championnat de France et remporte le tournoi international à Sablé sur Sarthe. En 2015, la spécialiste des coups francs rejoint le Grenoble Claix, évoluant en D2, qui devient la saison suivante le Grenoble Foot 38. Lors de son passage au club, en 2016 elle est victime d'une blessure aux ligaments croisés, qui l'éloigne des terrains pendant plusieurs mois.
En 2018, elle rejoint Croix de Savoie Ambilly, qui devient l'année suivante le Thonon Évian Grand Genève FC. Devenue rapidement un élément clé du dispositif du coach Dejan Belic, la milieu de terrain a réussi à être sélectionnée avec l’Algérie.
Après trois saisons passé au club, en juin 2021 elle signe en faveur de l'US Saint-Malo, en D2 féminine. Elle ne reste qu'une seule saison chez les Malouines avec lesquelles elle joue l'ensemble des matchs de l'exercice 2021-2022.
Lina Khelif s'engage avec le Toulouse FC durant l'été 2022. Elle et son équipe ne parviennent pas à se maintenir en D2 pour la saison suivante et sont ainsi reléguées en D3. À l'issue de la saison sportive 2022-2023, elle dispute un total de 18 matchs dont 13 titularisations pour un seul but marqué (contre Yzeure la 1re journée).
Après une année passée chez les Violettes, Lina fait son retour à Thonon Évian.

### Carrière internationale
En novembre 2018, elle est appelée pour la première fois en équipe d'Algérie par la sélectionneuse Radia Fertoul pour participer à la phase finale de la Coupe d'Afrique des nations organisée au Ghana,. Lors de cette compétition, elle joue deux matchs, et se voit éliminée avec l'Algérie dès le premier tour avec trois défaites.
Elle participe également aux éliminatoires pour les Jeux Olympiques 2020 de Tokyo.

## Statistiques
| Saison                | Club                    | Championnat           | Championnat | Championnat | Coupe(s) nationale(s) | Coupe(s) nationale(s) | Algérie | Algérie | Total | Total |
| Saison                | Club                    | Division              | M.          | B.          | M.                    | B.                    | M.      | B.      | M.    | B.    |
| 2016-2017             | Grenoble Foot 38        | Division 2            | 10          | 4           | -                     | -                     | -       | -       | 10    | 4     |
| 2017-2018             | Grenoble Foot 38        | Division 2            | 17          | 3           | 3                     | 3                     | -       | -       | 20    | 6     |
| Sous-total            | Sous-total              | Sous-total            | 27          | 7           | 3                     | 3                     | -       | -       | 30    | 10    |
| 2018-2019             | Croix de Savoie Ambilly | Division 2            | 22          | 5           | 1                     | 0                     | 5       | 0       | 28    | 5     |
| 2019-2020             | Thonon Évian GGFC       | Division 2            | 10          | 1           | 4                     | 1                     | 2       | 0       | 16    | 2     |
| 2020-2021             | Thonon Évian GGFC       | Division 2            | 1           | 0           | -                     | -                     | -       | -       | 1     | 0     |
| Sous-total            | Sous-total              | Sous-total            | 33          | 6           | 5                     | 1                     | 7       | 0       | 45    | 7     |
| 2021-2022             | US Saint-Malo           | Division 2            | 21          | 0           | 2                     | 1                     | -       | -       | 23    | 1     |
| 2022-2023             | Toulouse FC             | Division 2            | 18          | 1           | -                     | -                     | 1       | 0       | 19    | 1     |
| Sous-total            | Sous-total              | Sous-total            | 39          | 1           | 2                     | 1                     | 1       | 0       | 42    | 2     |
| 2023-2024             | Thonon Évian GGFC       | Division 2            | 12          | 0           | 1                     | 0                     | 1       | 0       | 14    | 0     |
| Total sur la carrière | Total sur la carrière   | Total sur la carrière | 111         | 14          | 11                    | 5                     | 9       | 0       | 131   | 19    |

### En sélection

#### Matchs internationaux
Le tableau suivant liste les rencontres de l'équipe d'Algérie dans lesquelles Lina Khelif a été sélectionnée depuis le 10 novembre 2018 jusqu'à présent.